# Reprezentacja Turcji U-21 w piłce nożnej mężczyzn
Reprezentacja Turcji U-21 w piłce nożnej – młodzieżowa reprezentacja Turcji sterowana przez Turecki Związek Piłki Nożnej. Jej największym sukcesem jest złoty medal Igrzysk Śródziemnomorskich 1993.
"Umit Milli" jak do tej pory tylko jeden raz zakwalifikowali się do Mistrzostw Europy U-21. Jedyny turniej, w którym wzięli udział to Euro 2000, na którym Turcja została wyeliminowana już w rundzie grupowej. Przegrała wówczas 1:2 ze Słowacją, 0:6 z Anglią i 1:3 z Włochami.
Lepiej młodzieżowa reprezentacja Turcji radziła sobie na Igrzyskach Śródziemnomorskich. W 1993 roku wywalczyła złoty medal, natomiast w 1991, 1997 i 2005 roku zdobyła srebrne medale.

## Występy w ME U-21
- 1978: Nie zakwalifikowała się
- 1980: Nie zakwalifikowała się
- 1982: Nie zakwalifikowała się
- 1984: Nie zakwalifikowała się
- 1986: Nie zakwalifikowała się
- 1988: Nie zakwalifikowała się
- 1990: Nie zakwalifikowała się
- 1992: Nie zakwalifikowała się
- 1994: Nie zakwalifikowała się
- 1996: Nie zakwalifikowała się
- 1998: Nie zakwalifikowała się
- 2000: Runda grupowa
- 2002: Nie zakwalifikowała się
- 2004: Nie zakwalifikowała się
- 2006: Nie zakwalifikowała się
- 2007: Nie zakwalifikowała się

## Występy na Igrzyskach Olimpijskich
- 1992: Nie zakwalifikowała się
- 1996: Nie zakwalifikowała się
- 2000: Nie zakwalifikowała się
- 2004: Nie zakwalifikowała się
- 2008: Nie zakwalifikowała się

## Trenerzy
- 2002-2005: Raşit Çetiner
- 2005-2006: Reha Kapsal
- 2006: Tolunay Kafkas
- 2007: Ünal Karaman
- 2007-2008: Ümit Davala
- od 2008: Hami Mandıralı